# Loxogramme formosana
Loxogramme formosana là một loài thực vật có mạch trong họ Polypodiaceae. Loài này được Nakai miêu tả khoa học đầu tiên năm 1929.